# 稲荷町 (桐生市)
稲荷町（いなりちょう）は、群馬県桐生市の町名。郵便番号は376-0022。

## 地理
桐生市の中部に位置する。錦町・織姫町・美原町・清瀬町とともに桐生市第三区に属する。東部は新川橋通りを境として錦町に、南部は織姫町に、西部は美原町に、北部はコロンバス通りを境として巴町にそれぞれ接する。
町域の北部一帯は新川公園と桐生市中央公民館の敷地となっており、かつては、桐生新川球場や新川バラ園などがあった。野球場の北を渡良瀬川から分かれた新川が流れていたが、後に埋め立てられている。バラ園はコロンバス通りの延伸工事により、東六丁目に移設されている。

## 歴史
かつての新宿村の一部にあたる。1889年（明治22年）の町村制施行により、桐生新町、新宿村、安楽土村、下久方村、上久方村平井が合併して桐生町が発足、新宿村は桐生町の大字の一つとなる。1921年（大正10年）の市制施行を経て、1929年（昭和4年）に大字が廃止され、現在の町名である「稲荷町」となった。

### 地名の由来
町名は、東に隣接する錦町の十ヶ塚稲荷神社に由来する。

## 世帯数と人口
2022年（令和4年）1月31日現在の世帯数と人口は以下の通りである。
| 町丁   | 世帯数  | 人口  |
| ------ | ------- | ----- |
| 稲荷町 | 119世帯 | 238人 |

## 小・中学校の学区
市立小・中学校に通う場合、学区は以下の通りとなる。
| 番地 | 小学校           | 中学校             |
| ---- | ---------------- | ------------------ |
| 全域 | 桐生市立南小学校 | 桐生市立中央中学校 |

## 交通

### 鉄道
町内に鉄道駅はないが、近隣に桐生駅（末広町）がある。

### バス
新川公園の東におりひめバスの停留所がある。 

### 道路
町域内にはコロンバス通りや昭和通り、新川橋通りがそれぞれ通じている。

## 施設
- 新川公園
- 桐生市立中央公民館（桐生市文化センター）
  - 市民ホール
  - 桐生市立図書館
- 樹徳中学校
- 大和病院

## 避難所
- 新川公園（土砂災害、地震、大規模火災時の緊急避難場所）[6]
- 中央公民館（洪水災害、土砂災害、大規模火災、内水氾濫時の緊急避難場所と指定避難所）